# Jeff Hamilton (hockey sur glace, 1964)
Pour les articles homonymes, voir Jeff Hamilton.
Jeff Hamilton (né le 23 février 1964 à Montréal, dans la province de Québec au Canada) est un joueur professionnel canadien de hockey sur glace.

## Statistiques
| Saison    | Équipe                 | Ligue |    | Saison régulière | Saison régulière | Saison régulière | Saison régulière | Saison régulière |    | Séries éliminatoires | Séries éliminatoires | Séries éliminatoires | Séries éliminatoires | Séries éliminatoires |
| Saison    | Équipe                 | Ligue | PJ | B                | A                | Pts              | Pun              | PJ               | B  | A                    | Pts                  | Pun                  |                      |                      |
| 1982-1983 | Americans de Rochester | LAH   | 13 | 2                | 4                | 6                | 0                | -                | -  | -                    | -                    | -                    |                      |                      |
| 1983-1984 | Junior de Verdun       | LHJMQ | 30 | 19               | 39               | 58               | 6                | 10               | 12 | 9                    | 21                   | 0                    |                      |                      |
| 1984-1985 | Americans de Rochester | LAH   | 70 | 7                | 14               | 21               | 36               | 3                | 0  | 0                    | 0                    | 4                    |                      |                      |
| 1985-1986 | Americans de Rochester | LAH   | 74 | 19               | 10               | 29               | 48               | -                | -  | -                    | -                    | -                    |                      |                      |